# Култашевы
Култашевы — русский дворянский род.
Род Култашевых восходит к первой половине XVI века. Он был внесён Герольдией в VI и I части родословной книги Тверской и Новгородской губерний Российской империи.
Род занимал видное место в опричнине и опричниками Ивана Грозного (1573) числились: Иван Фёдорович Зубок, Пётр, Полянин и Иван Семёновичи, Яков, Андрей, Андрей, Дмитрий, Иван и Иван Фёдоровичи, Неустрой Нечаевич, Никита Игнатьевич, Михаил и Семён Никитичи, Богдан и Богдан Игнатьевичи, гость Бощанов, Никита, Данила, Григорий и Григорий Петровичи, Казарин Петров сын Семёнова, Макар Семёнович, Черемис, Огучья и Олег Ивановичи, Помин и Афанасий Васильевичи, Иван, Семейка и Семён Бощановичи, Степан Андреевич Култашевы.
В Боярскую книгу записан московский дворянин Михаил Иванович Култашев (1692).